# 합천 해인사 백련암 목조여래좌상
합천 해인사 백련암 목조여래좌상(陜川 海印寺 白蓮庵 木造如來坐像)은 경상남도 합천군 해인사 백련암에 있는, 1761년 상정이 제작한 것으로 전형적인 조선후기 불상의 특징이 잘 반영된 조선시대의 불상이다. 2017년 1월 5일 경상남도의 유형문화재 제601호로 지정되었다.

## 개요
해인사 백련암 목조여래좌상은 1761년 상정이 제작한 것으로 전형적인 조선후기 불상의 특징이 잘 반영된 불상이다.
상정은 18세기 중후반 전라도에서 주로 활동한 장인으로 불상은 물론 개금에도 참여한 18세기를 대표하는 조각승이다.
백련암 불상은 균형잡힌 신체비례와 부드러운 옷주름, 예술성이 뛰어난 독특한 대좌 형식 등에서 조각승 상정의 조형적 특징이 잘 남아 있는 대표적인 불상이며 조선후기 불교조각의 양식적 변천과 조각승 연구에 귀중한 자료이다.

## 갤러리

## 참고 자료
- 합천 해인사 백련암 목조여래좌상 - 국가유산청 국가유산포털